# Most na Menie w Marktbreit
Most na Menie w Marktbreit – most autostradowy w ciągu Autostrady A7, w Niemczech, nad Menem o długości 928 metrów.
Obiekt znajduje się pomiędzy węzłami drogowymi Kitzingen i Marktbreit. Główną przeszkodą jest rzeka Men, a także linia kolejowa Treuchtlingen – Würzburg, droga 2418 z Ochsenfurt do Marktbreit, droga 2270 z Frickenhausen do Segnitz oraz linia napowietrzna o napięciu 20-kV.
Most został zbudowany w latach 1977 - 1981 kosztem 55 mln marek.